# Secretaría Anticorrupción y Buen Gobierno
La Secretaría Anticorrupción y Buen Gobierno (Buen Gobierno) es una de las veintiún secretarías de Estado que, junto con la Consejería Jurídica del Ejecutivo Federal y la Agencia de Transformación Digital y Telecomunicaciones, conforman el gabinete legal del presidente de México. Es el despacho del poder ejecutivo federal con funciones de contraloría.
Es la encargada de diseñar, planear, ejecutar y coordinar las políticas públicas en materia de profesionalización e integridad pública, evaluación de la gestión gubernamental, mejora continua, modernización, contrataciones públicas, transparencia en la gestión pública, rendición de cuentas, fiscalización y anticorrupción de la Administración Pública Federal. Lo anterior incluye inspeccionar el uso del gasto público; expedir las normas y procesos para el control y vigilancia del desempeño de los funcionarios públicos; colaborar en todo momento con la Auditoría Superior de la Federación y el Comité del Sistema Nacional Anticorrupción para el cumplimiento de sus respectivos trabajos; vigilar el cumplimiento de los planes, programas y proyectos gubernamentales de todas las áreas de la Administración Pública Federal bajo los lineamientos de austeridad, ética en el servicio público y transparencia; organizar el desarrollo administrativo íntegro del personal de gobierno; entre otras.
También, a partir de la desaparición del Instituto Nacional de Transparencia, Acceso a la Información y Protección de Datos Personales, ocurrida el 20 de marzo de 2025 y con efectos al día siguiente, se le encomendó la protección de datos personales en posesión de la administración pública y aquellos en posesión de particulares.

## Logotipos

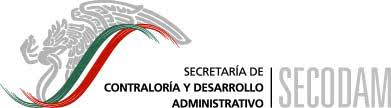
Logo de la SECODAM durante la presidencia de Vicente Fox (2000-2003)
Logo de la SFP durante la presidencia de Felipe Calderón (2006-2012)
Logo de la SFP durante la presidencia de Enrique Peña Nieto (2012-2018)
Logo de la SFP durante la presidencia de Andrés Manuel López Obrador (2018-2024)
Logo de la Secretaría Anticorrupción y Buen Gobierno durante la presidencia de Claudia Sheinbaum (2024-2030)

## Historia

Miguel de la Madrid creó la secretaría de Estado con funciones de contraloría.

Se creó con la publicación del decreto de la cuarta reforma a la LOAPF publicada en el Diario Oficial de la Federación el 29 de diciembre de 1982 durante la presidencia de Miguel de la Madrid. Al momento de su creación se llamó Secretaría de la Contraloría General de la Federación; su orden de mención del artículo 26 estaba entre la Secretaría de Programación y Presupuesto (actualmente extinta) y la Secretaría de Energía, Minas e Industria Paraestatal (actualmente Secretaría de Energía).
Sus funciones y nombre quedaron intactas hasta la décima quinta reforma de la LOAPF publicada en el DOF el 28 de diciembre de 1994 durante el gobierno de Ernesto Zedillo donde ampliaron sus facultades con seis nuevos números en el despacho de sus asuntos. Además se le cambió el nombre a la Secretaría de Contraloría y Desarrollo Administrativo (SECODAM), además de que su mención bajó a estar entre la Secretaría de Comunicaciones y Transportes y la Secretaría de Educación Pública; actualmente sigue en el mismo lugar de mención. Junto con la Secretaría de Hacienda y Crédito Público fueron las principales dependencias responsables de poner en marcha el Programa de Modernización de la Administración Pública (PROMAP).[cita requerida]
El 10 de abril de 2003 se renombró como Secretaría de la Función Pública (SFP). El Servicio Profesional de Carrera, que significó la apertura de las convocatorias a la ciudadanía, fue instaurado mediante decreto presidencial el día 11 de julio de 2005, estableciendo perfiles, requisitos, funciones, deberes, obligaciones, tabuladores de percepción económica, prestaciones, etcétera, para los aspirantes a trabajar para el gobierno.
La Secretaría de la Función Pública inició en 2012 un proceso de desaparición impulsado por las propuestas de campaña y primeros actos de gobierno del presidente Enrique Peña Nieto, de conformidad con el segundo artículo transitorio del decreto por el que se modificaron los artículos 26, 31, 37, 44, y 50 de la Ley Orgánica de la Administración Pública Federal. Como resultado, se decretó su disolución el 2 de enero de 2013, al derogarse el artículo 37 de la LOAPF, no obstante, no se procedería formalmente con su desaparición hasta la creación de un órgano constitucional autónomo que se encargara de luchar contra la corrupción.
Desde 2013 hasta 2015 el decreto que eliminó la SFP quedó en vilo al nunca concretarse, por lo que sus funciones fueron en teoría encabezadas por un encargado de despacho (Julián Olivas Ugalde) pero sin el rigor estricto de una secretaría de Estado.[cita requerida]
Peña Nieto anunció el 3 de febrero de 2015 el nombramiento de Virgilio Andrade Martínez como nuevo secretario de la Función Pública, lo cual inmediatamente rehabilitó la Secretaría en sus funciones originales. Tal decisión respondió a una serie de escándalos sobre corrupción enfocados, lo cual originó la creación del Sistema Nacional Anticorrupción en 2016.[cita requerida]
El 30 de noviembre de 2018, un día antes de que Andrés Manuel López Obrador asumiera la presidencia, se reformó la LOAPF en la que destacó la reforma de hasta trece fracciones y una adición del artículo 37, donde principalmente se ampliaron sus facultades y lo dejó más sujeta como una entidad fiscalizadora de la Administración Pública Federal y más integrada al Sistema Nacional Anticorrupción.
El 28 de noviembre del 2024, durante el sexenio de la presidenta Claudia Sheinbaum Pardo, se publicó en el Diario Oficial de la Federación, la creación de la Secretaría Anticorrupción y Buen Gobierno en sustitución de la Secretaría de la Función Pública. Como primer titular de la nueva dependencia, tomó protesta Raquel Buenrostro Sánchez y como primeros subsecretarios Alejandro Encinas Nájera  en Buen Gobierno y Guadalupe Araceli García Martínez  en Anticorrupción 
A partir del 21 de marzo de 2025, se adquirió las atribuciones para la protección de datos personales en posesión de la administración pública y aquellos en posesión de particulares, lo cual quedó presentado formalmente el 12 de mayo de 2025 cuando se realizó una conferencia en las instalaciones de Transparencia para el Pueblo, cuando el titular de la Unidad de Protección de Datos Personales Jose Vicente Peredo Vázquez, realizó la formal presentación de la unidad, la cual tiene para su despacho tres direcciones generales: de Datos Personales en el Sector Privado dirigida por Jennifer Colin Álvarez, de Datos Personales en el Sector Público a cargo de Luis Alberto González García y la de Normatividad y Prevención cuyo titular es Aldo Arturo Fragoso Pastrana.

## Funciones
De acuerdo con el artículo 37 de la Ley Orgánica de la Administración Pública Federal (LOAPF) las funciones de la secretaría son las siguientes:

- I. Elaborar y conducir la política pública en materia de profesionalización e integridad pública, evaluación de la gestión gubernamental, mejora continua, modernización, contrataciones públicas, transparencia en la gestión pública, rendición de cuentas, fiscalización y anticorrupción de la Administración Pública Federal;
- II. Emitir las normas que regulen los instrumentos y procedimientos de control interno de la Administración Pública Federal que impulsen la modernización administrativa, conforme a las mejores prácticas en la materia y, en su caso, requerir a las dependencias competentes la expedición de normas complementarias para el ejercicio del control administrativo;
- III. Emitir normas en materia de contrataciones públicas;
- IV. Emitir las normas que regulen los instrumentos y procedimientos en materia de investigación, fiscalización y auditoría internas, transversales o externas, incluida la fiscalización o auditorías de gabinete y electrónicas o cualquier otro tipo de revisiones, así como realizar las investigaciones, actos de fiscalización o auditorías que se requieran;
- V. Establecer mecanismos internos para la Administración Pública Federal que prevengan actos u omisiones que puedan constituir responsabilidades administrativas e impulsar la participación ciudadana y la cultura cívica y ética que contribuya a la mejora continua;
- VI. Organizar y coordinar el sistema de control interno y evaluar la gestión gubernamental y sus resultados, así como concertar con las dependencias, incluidos sus órganos administrativos desconcentrados y entidades de la Administración Pública Federal los indicadores para dicha evaluación, en los términos de las disposiciones jurídicas aplicables;
- VII. Evaluar el sistema de control interno institucional y proponer las medidas que permitan el cumplimiento de las metas y objetivos institucionales, así como la mejora continua;
- VIII. Verificar el cumplimiento, por parte de las dependencias, incluidos sus órganos administrativos desconcentrados y entidades de la Administración Pública Federal, de las disposiciones jurídicas aplicables a la gestión pública;
- IX. Realizar actos de fiscalización o auditorías a las dependencias, incluidos sus órganos administrativos desconcentrados, y entidades paraestatales de la Administración Pública Federal;
- X. Elaborar el programa anual de fiscalización orientado a promover la eficacia, eficiencia, economía y legalidad en la gestión pública. Dicho programa puede incluir los actos de fiscalización que propongan la Secretaría de Hacienda y Crédito Público o las coordinadoras de sector, en el ámbito de su competencia;
- XI. Brindar a las dependencias, incluidos sus órganos administrativos desconcentrados, así como a las entidades de la Administración Pública Federal el apoyo y acompañamiento que se requiera en el ejercicio de sus funciones, en especial tratándose de programas prioritarios y proyectos estratégicos;
- XII. Designar y remover a las personas auditoras externas de las entidades de la Administración Pública Federal, así como normar y controlar su desempeño;
- XIII. Designar y remover a las personas delegadas de la propia Secretaría ante las dependencias, incluidos sus órganos administrativos desconcentrados y comisarios públicos de los órganos de vigilancia de las entidades de la Administración Pública Federal, así como normar y controlar su desempeño;
- XIV. Formular y conducir la política de la Administración Pública Federal para establecer medidas que propicien la integridad y la transparencia en la gestión pública, la rendición de cuentas, el acceso por parte de los particulares a la información que aquélla genere y la protección de datos personales, de conformidad con las disposiciones jurídicas aplicables, así como promover dichas acciones hacia la sociedad;
- XV. Ejercer las atribuciones que le correspondan en materia de transparencia, acceso a la información pública y protección de datos personales, de conformidad con las disposiciones jurídicas aplicables, así como conocer de los procedimientos relativos a su protección, verificación e imposición de sanciones;
- XVI. Establecer las políticas, bases y normativa para la determinación de la información de interés público que, en materia de anticorrupción y buen gobierno, se deba difundir proactivamente;
- XVII. Promover y consolidar los principios de la transparencia y acceso a la información pública, y los mecanismos de participación ciudadana en la ejecución y evaluación de la gestión pública;
- XVIII. Emitir el Código de Ética de las personas servidoras públicas del gobierno federal y las Reglas de Integridad para el ejercicio de la gestión pública, así como proponer al sector privado directrices para la emisión de sus Códigos de Ética y modelos de declaración de integridad;
- XIX. Impulsar la transparencia proactiva y la publicación de datos en formatos accesibles a la ciudadanía; vigilar la aplicación de las políticas de gobierno digital y las de gobierno y datos abiertos de la Administración Pública Federal, en términos de las disposiciones jurídicas aplicables;
- XX. Organizar y coordinar el desarrollo administrativo integral en las dependencias, incluidos sus órganos administrativos desconcentrados y entidades de la Administración Pública Federal, y emitir las normas para que los recursos humanos y patrimoniales sean aprovechados y los procedimientos técnicos sean aplicados, con criterios de eficacia, eficiencia, economía, honestidad, transparencia y legalidad;
- XXI. Impulsar la profesionalización e integridad de las personas servidoras públicas, así como diseñar y aplicar los programas de capacitación que promuevan la mejora de la gestión pública;
- XXII. Establecer la política, normas y criterios, así como emitir las autorizaciones correspondientes, en materia de planeación y administración de recursos humanos para la contratación de las personas servidoras públicas, incluido el personal del Servicio Profesional de Carrera en la Administración Pública Federal, y de las estructuras orgánicas y ocupacionales, de conformidad con las normas de control de gasto en materia de servicios personales y demás disposiciones jurídicas aplicables;
- XXIII. Aprobar y registrar las estructuras orgánicas y ocupacionales de las dependencias, incluidos sus órganos administrativos desconcentrados y entidades de la Administración Pública Federal y sus modificaciones, previo dictamen presupuestal favorable de la Secretaría de Hacienda y Crédito Público;
- XXIV. Promover la formación cívica y la participación ciudadana en materia de anticorrupción y buen gobierno;
- XXV. Impulsar la participación de los sectores social y privado en la prevención y combate a la corrupción y mejora de la gestión pública y, en su caso, celebrar los convenios correspondientes;
- XXVI. Promover, en coordinación con la Secretaría de Educación Pública e Instituciones de Educación Superior, la inclusión de contenidos educativos sobre integridad pública y combate a la corrupción;
- XXVII. Participar en el establecimiento de las bases y principios de coordinación de los integrantes en el Sistema Nacional Anticorrupción y del Sistema Nacional de Fiscalización;
- XXVIII. Ejercer las atribuciones que correspondan al Ejecutivo Federal en el Sistema Nacional Anticorrupción, en términos de las disposiciones jurídicas aplicables;
- XXIX. Implementar las políticas de coordinación que promueva el Comité Coordinador del Sistema Nacional Anticorrupción, en materia de combate a la corrupción en la Administración Pública Federal;
- XXX. Verificar el cumplimiento de la política de contrataciones públicas reguladas por la Ley de Adquisiciones, Arrendamientos y Servicios del Sector Público y la Ley de Obras Públicas y Servicios Relacionados con las Mismas, y proporcionar asesoría normativa con carácter preventivo en los procedimientos de contratación regulados por las leyes mencionadas, en términos de las disposiciones jurídicas aplicables;
- XXXI. Acceder a la información, documentación, datos e imágenes, registros y demás relacionadas en poder de la Administración Pública Federal que contribuyan con las investigaciones, actos de fiscalización, incluida su programación y, en general, con cualquier acción anticorrupción, para lo cual puede celebrar convenios, acuerdos y demás instrumentos jurídicos con instituciones públicas y privadas;
- XXXII. Participar, en términos de las disposiciones jurídicas aplicables, en la determinación de los bienes, arrendamientos o servicios de uso generalizado que, en forma consolidada, deben adquirir, arrendar o contratar las dependencias, incluidos sus órganos administrativos desconcentrados y entidades de la Administración Pública Federal;
- XXXIII. Participar, en coordinación con la Secretaría de Hacienda y Crédito Público, en los procedimientos de contratación consolidada, incluidos aquellos excepcionales de adquisición o arrendamiento de bienes muebles y prestación de servicios que se lleven a cabo a través de dicha estrategia de contratación, conforme a las disposiciones jurídicas que al efecto emita;
- XXXIV. Participar, en coordinación con las Secretarías de Hacienda y Crédito Público y de Economía, en las negociaciones relacionadas con los capítulos de compras del sector público de los tratados comerciales de los que el Estado mexicano sea parte;
- XXXV. Participar en foros internacionales, respecto de las materias de su competencia, con la intervención que corresponda a la Secretaría de Relaciones Exteriores y proponer a ésta la celebración de convenios y tratados internacionales en tales materias;
- XXXVI. Elaborar las disposiciones para la participación de la proveeduría nacional en las compras públicas que generen mayor valor agregado nacional, particularmente para las micro, pequeñas y medianas empresas y organizaciones del sector social, con enfoque sustentable;
- XXXVII. Emitir disposiciones generales en materia de contenido nacional y casos de excepción, margen de preferencia en precio, reservas de compras y licitaciones bajo la cobertura de los tratados comerciales de los que el Estado mexicano sea parte, respecto de procedimientos de contratación del sector público;
- XXXVIII. Compilar las reservas de compras del sector público previstas en los capítulos de compras de los tratados comerciales de los que el Estado mexicano sea parte;
- XXXIX. Crear, asignar, coordinar y, en su caso, extinguir los órganos internos de control en las dependencias, incluidos sus órganos administrativos desconcentrados, y entidades de la Administración Pública Federal, así como las unidades de responsabilidades o equivalentes en las Empresas Públicas del Estado, conforme a las disposiciones generales que al efecto emita;
- XL. Nombrar y remover a las personas titulares de los órganos internos de control, del nivel jerárquico inmediato inferior a dichas personas y de aquellas que mediante acuerdo determine la persona titular de la Secretaría, en las dependencias, incluidos sus órganos administrativos desconcentrados y entidades de la Administración Pública Federal, así como de las unidades de responsabilidades o equivalentes en las Empresas Públicas del Estado, los cuales dependen jerárquica y funcionalmente de la Secretaría Anticorrupción y Buen Gobierno, y seleccionar al personal que integre dichos órganos y unidades. Dichos órganos tienen el carácter de autoridad y realizan la defensa jurídica de las resoluciones que emitan en la esfera administrativa y ante los Tribunales Federales, representando a la persona titular de dicha Secretaría, salvo en los casos en que ésta ejerza su facultad de atracción
- XLI. Ejercer las facultades que la Constitución Política de los Estados Unidos Mexicanos otorga a los órganos internos de control;
- XLII. Tramitar el procedimiento de conciliación y la instancia de inconformidad, en términos de lo previsto en la Ley de Adquisiciones, Arrendamientos y Servicios del Sector Público y en la Ley de Obras Públicas y Servicios Relacionados con las Mismas, respecto del incumplimiento de los convenios, contratos o pedidos que celebren los particulares con las dependencias y entidades de la Administración Pública Federal o sobre actos ocurridos en el desarrollo del procedimiento de contratación, salvo los casos en que otras leyes establezcan procedimientos de impugnación diferentes;
- XLIII. Conocer e investigar las conductas de las personas servidoras públicas de la Administración Pública Federal y de particulares que puedan constituir responsabilidades, así como substanciar los procedimientos correspondientes, conforme a lo establecido en la Ley General de Responsabilidades Administrativas; aplicar las sanciones por faltas administrativas no graves y, cuando se trate de faltas administrativas graves, ejercer la acción de responsabilidad ante el Tribunal Federal de Justicia Administrativa, así como presentar las denuncias correspondientes ante la Fiscalía Especializada en materia de Combate a la Corrupción y ante otras autoridades competentes, en términos de las disposiciones jurídicas aplicables y, en general, ejercer las atribuciones que en materia de responsabilidades corresponden a la autoridad investigadora, a la autoridad substanciadora y a la autoridad resolutora, en términos de las disposiciones aplicables;
- XLIV. Llevar el registro de las personas servidoras públicas de la Administración Pública Federal, de las actas de entrega recepción de sus cargos y de las sanciones administrativas que les hayan sido impuestas a ellas o a los particulares; recibir y registrar las declaraciones patrimoniales y de intereses que deban presentarse y verificar su contenido mediante las investigaciones que resulten pertinentes, de acuerdo con las disposiciones jurídicas

aplicables, y emitir las disposiciones que regulen dichos registros y declaraciones;
- XLV. Llevar a cabo el proceso de evaluación de la confiabilidad de las personas servidoras públicas que ocupen cargos estratégicos, de riesgo o de alto nivel que determine la propia Secretaría a través de disposiciones generales, para efectos de su ingreso, reingreso, permanencia o cualquier otro movimiento en el servicio público, y emitir lineamientos y criterios en dicha materia, mediante la aplicación de exámenes médico, toxicológicos, socioeconómicos, psicológicos y psicotécnicos y, en su caso, cualquier otro que determine la Secretaría mediante disposiciones de carácter general, y
- XLVI. Las demás que le encomienden expresamente las leyes y reglamentos.

## Organigrama
Para llevar a cabo dichas funciones la Secretaría de la Función Pública cuenta con las siguientes unidades:
- Secretario
  - Subsecretaría
    - Unidad de Asuntos Jurídicos
    - Órgano Interno de Control
    - Coordinación General de Órganos de Vigilancia y Control
    - Dirección General de Comunicación Social
    - Unidad De Políticas de Apertura Gubernamental y Cooperación Internacional
    - Dirección General de Información e Integración
    - Unidad de Vinculación con el Sistema Nacional Anticorrupción
    - Dirección General De Vinculación Con El Sistema Nacional Anticorrupción
    - Dirección General De Vinculación Con El Sistema Nacional De Fiscalización.
    - Dirección General De Análisis, Diagnóstico y Formulación de Proyectos en Materia Anticorrupción de la Administración Pública Federal.
    - Dirección General de Transparencia
    - Dirección General de Igualdad de Género

  - Subsecretaría de Responsabilidades Administrativas y Contrataciones Públicas[13]
  - Unidad de Normatividad de Contrataciones Públicas
  - Unidad de Política de Contrataciones Públicas
  - Dirección General de Denuncias e Investigaciones
  - Dirección General de Responsabilidades y Situación Patrimonial
  - Dirección General de Controversias y Sanciones en Contrataciones Públicas
  - Subsecretaría de la Función Pública[14]
    - Unidad de Gobierno Digital
    - Unidad de Políticas de Mejora de la Gestión Pública
    - Unidad de Política de Recursos
    - Unidad Especializada en Prevención de Conflictos de Interés

  - Subsecretaría de control y auditoría de la gestión pública
    - Unidad de control y auditoría a obra pública
    - Unidad de control y evaluación de la gestión pública
    - Unidad de auditoría gubernamental
    - Unidad de operación regional y contraloría social
    - Dirección general de auditorías externas

  - Oficialía Mayor
    - Dirección General de Recursos Humanos
    - Dirección General de Tecnologías de Información
    - Dirección General de Programación y Presupuesto
    - Dirección General de Recursos Materiales y Servicios Generales